# Rasy gołębia
Lista ras gołębia skalnego mających wzorce w języku polskim, sklasyfikowanych według podziału na grupy (w nawiasach znajduje się numer, pod którym rasa zarejestrowana została w Federacji Europejskiej, zrzeszającej związki hodowców gołębi).

## Grupa I – uformowane
Większość gołębi uformowanych przypomina przodka, gołębia skalnego. W tej grupie znajdują się ptaki o dużej wydajności produkcyjnej i płodności, używane są więc jako gołębie mięsne, także jako wystawowe.
antwerpski wystawowy (26), beneszowski (54), białka polska, damasceński (42), exhibition homer (28), giant homer (30), giers (9), hiszpan (46), kanik pracheński (21), karno (7), koszua (8), lahore (37), libański (38), mondain (6), montoban (3), morawski strasser (22), niemiecki wystawowy (32), olbrzym rzymski (1), olbrzym węgierski (2), pocztowy standard, romagnoli (5), ryś polski (24), rzeszowski wystawowy, sarlandzki (11), show homer (27), show racer (31), skowronek koburski (25), sotobanka francuska (20), strasser (23), swift egipski (43), swift syryjski (44), śląski tarczowy, teksański (12), wrocławski wystawowy, żylasty kędzierzawy (40), żylasty syryjski (39), żylasty z Basry (41)

## Grupa II – brodawczaki
Nazwa grupy pochodzi od miękkiej narośli na dziobie, przypominającej zbiór brodawek lub grzyba (stąd francuska nazwa morille – smardz), charakterystycznej dla jej przedstawicieli. Wielkość narośli jest zróżnicowana.
bagdeta czeska (110), bagdeta częstochowska, bagdeta francuska (107), bagdeta frankońska (106), bagdeta morawska (111), bagdeta norymberska (105), bagdeta ostrawska (109), bagdeta sztainhaimska (108), brodawczak ostrowiecki (117), brodawczak podkarpacki, brodawczak polski (116), dragon (104), indian (102), karier (101), listonosz polski (114), turczyn

## Grupa III – kuraki
Sylwetka tych gołębi przypomina kurzą. Gołębie zaliczane do tej grupy są masywne i postawne, używane jako gołębie mięsne oraz wystawowe.
king (204), kurak florencki (201), kurak maltański (203), kurak srokaty (202), modena angielska (205), modena niemiecka (206), modena włoska (triganino) (207)

## Grupa IV – dęte
Gołębie dęte, także garłacze, charakteryzują się umiejętnością nadymania wola, tworząc „bulę”. Używane głównie jako gołębie wystawowe.
garłacz amsterdamski (331), garłacz angielski (310), garłacz angielski miniaturowy (329), garłacz bawarski (315), garłacz brneński (330), garłacz czeski siwy (325), garłacz francuski (307), garłacz gent (309), garłacz górnośląski białogłowy, garłacz górnośląski koroniasty (320), garłacz hanacki (314), garłacz heski (317), garłacz holenderski (302), garłacz jeneński (340), garłacz morchenero (334), garłacz morawski (312), garłacz morawski białogłowy (321), garłacz morawski siodłaty (311), garłacz norwicki (306), garłacz pomorski (303), garłacz saksoński (316), garłacz siodłaty (305), garłacz siodłaty koroniasty, garłacz siodłaty łapciasty (304), garłacz słowacki (322), garłacz staroniemiecki (301), garłacz śląski (323), garłacz tęczowy (319), stawak czeski (345), stawak małopolski, stawak polski, stawak śląski (318), voorburski garłacz tarczowy (327)

## Grupa V – barwne
aichbiler (484), argowski białogon (410), bernardyński srokacz (446), berneńska kukułka (411), berneński białogon (415), berneński lustrzany (414), berneński pstrogłowy (413), berneński skowronek (412), berneński srokacz z czółkiem (483), czajka z Sankt Galler (431), czeska czajka łapciasta (477), czeski kolorowy (401), duński szczygieł (404), frankoński błyszczący (487), frankoński polny (444), frankoński srokacz sercaty (445), frankoński tarczowy (449), gil (402), kolorowy z Echterdingen (443), lazurek (403), lucerneński białogon (423), lucerneński elmer (418), lucerneński jednobarwny (417), lucerneński miedzianopierśny (420), lucerneński pstrogłowy (422), lucerneński tarczowy (419), lucerneński złotopierśny (421), minsterlandzki polny (407), niemiecki kolorowy gładkonogi (406), norymberska jaskółka (447), norymberski skowronek (448), południowoniemiecki białogon (434), południowoniemiecki łysek (435), południowoniemiecki mnich gładkonogi (437), południowoniemiecki mnich łapciasty (436), południowoniemiecki murzyn (439), południowoniemiecki pstrogłowy (433), południowoniemiecki skowronek (432), południowoniemiecki tarczowy (438), południowoniemiecki z czółkiem (441), południowoniemiecki ze śliniaczkiem (440), saksońska czajka (469), saksońska czajka białoskrzydła (476), saksońska jaskółka (468), saksoński barwnopierśny (474), saksoński białogon (465), saksoński bocian (470), saksoński łysek dwuczuby (466), saksoński mnich (467), saksoński polny kolorowy (475), saksoński tarczowy (471), saksoński z czółkiem (472), saksoński z księżycem (473), staroniemiecki murzyn (479), szpak (405), szwajcarski jednobarwny (416), szwajcarski listonosz (485), śląska barwnogłówka (481), śląski murzynek (480), turgawski białogon (428), turgawski elmer (424), turgawski młynarz (425), turgawski mnich (426), turgawski tarczowy (427), turyńska czajka (458), turyńska jaskółka (456), turyński barwnopierśny (461), turyński białogłowy (454), turyński białogon (452), turyński bocian (457), turyński jednobarwny (450), turyński łysek białoogoniasty (453), turyński mnich (462), turyński tarczowy (459), turyński z białym śliniaczkiem (455), turyński z czółkiem (460), turyński z księżycem (463), turyński złotawiec (451), wiggertalski barwnoogoniasty (429), wirtemberski murzyn (442), zuryski białogon (430)

## Grupa VI – turkoty
Charakterystyczne dla tej grupy jest wydawanie charakterystycznych odgłosów przypominających bęben. Istnieje wiele zróżnicowanych wzorów upierzenia i barw ptaków. O gołębiach tych wspominał już w XVIII wieku Buffon.
turkot altenburski (513), turkot angielski (508), turkot arabski (514), turkot bernburski (504), turkot bucharski (501), turkot drezdeński (505), turkot frankoński (512), turkot harzburski (506), turkot niemiecki dwuczuby (502), turkot niemiecki jednoczuby (503), turkot niemiecki z rozwidlonym ogonem (509), turkot szmelneński (511), turkot vogtlandzki białogłowy (507)

## Grupa VII – strukturalne
Nazwa odnosi się do szczególnych struktur piór, np. czubka, krawata, kaptura, charakterystycznych dla każdego ptaka.
chiński gołąb (609), kapucyn staroholenderski (603), loczek (601), murzyn szmalkaldzki (602), pawik (606), pawik indyjski (607), perukarz (605), seldżucki (613)

## Grupa VIII – mewki
Wspólną cechą gołębi jest „krawat” – dwa rzędy rozczochranych piór u podstawy szyi. Używane jako gołębie wystawowe i dekoracyjne.
mewka anatolijska (713), mewka barwnoogoniasta (709), mewka domino (715), mewka egipska jednokolorowa (710), mewka figurita (722), mewka hamburska (707), mewka niemiecka tarczowa (708), mewka polska (724), mewka staroniemiecka (704), mewka turbit (711), mewki orientalne (714)

## Grupa IX – lotne
Ważna grupa gołębi, charakteryzuje się, jak wskazuje nazwa, śmiałym i złożonym lotem, i predyspozycjami do niego. Dobry gołąb lotny cechuje się inteligencją, siłą i wytrzymałością. Stosuje się je jako gołębie pocztowe oraz wystawowe. Hodowca powinien regularnie dbać o ich umiejętności.
agaran (893), akermański, amerykański domowy lotny (915), amerykański lotny, angielska mniszka (896), angielski krótkodzioby (832), angielski średniodzioby (830), astrachański lotny, barwnogłówka królewiecka (905), barwnogłówka poznańska (910), berliński długodzioby (805), berliński krótkodzioby (904), berliński lotny długołapciasty (806), białogłówka angielska, białogłówka elbląska (908), białogłówka gąbińska (909), białogon radomski, białostocki tarczowy lotny, biały czarnodzioby (802), biały orłowski, biały perłowodzioby (802), bielcki krótkodzioby, bij uzbecki (892), bocian warszawski łapciasty, brodacz orłowski, budapeszteński Białolote, budapeszteński krótkodzioby (844), chiński wywrotek (914), czeski wysokolotny (967), czilik rostowski, czilik taganroski (867), czystooki (906), debreczyński roller (849), dolnośląski biały łapciasty (961), duński długodzioby lotny (811), felegyhazer (858), gąska wiedeńska (839), gdański wysokolotny – sokół gdański (816), gołoszyjka rumuńska (853), grzywacz permski (871), grzywacz polski (937), hamburski lotny (899), hanowerski lotny (913), holenderski wysokolotny (824), jejski dwuczuby (870), kaliski biały, kaselski (803), kazański pulsujący (868), kiszyniowski krótkodzioby, kłajpedzki wysokolotny (815), komarneński (857), koroniarz barwnoogoniasty (877), koroniarz końcaty (877), koroniarz sercaty (877), korosi (864), koszycki wysokolotny (930), krasnodarski średniodzioby (949), kriukowski biały, krótkodzioba sroka rosyjska, gołąb krótkodzioby polski (948), krótkodzioby tomaszowski, krótkodzioby wywrotek rżewski, krymka białostocka (935), krymka hamburska (900), krymka polska (934), krzemieńczuk, kurski wysokolotny, litewski jednokolorowy, litewski tygrysowaty, łódzki pstry (809), masłowy kutnowski, maściuch polski (960), Mikołajewski, mniszka kijowska (891), mniszka tulska, motyl warszawski (936), muki (820), murzyn polski, murzynek lotny, nadreński klakier kołujący (1103), niemiecka sroka koziołkująca (828), niemiecki długodzioby lotny (801), nowoczerkaski czarnoogoniasty (872), orlik białostocki, orlik polski (963), orlik wileński (964), pasiak perłowy (802), pasiak perłowy brązowoloty (802), pasiak perłowy jarzębiaty (802), pasiak perłowy jarzębiaty brązowoloty (802), pasiak srebrzysty (802), pasiak srebrzysty jarzębiaty (802), pasiak srebrzysty jarzębiaty szaroloty (802), pasiak srebrzysty szaroloty (802), perłowy (802), pląsacz staronadwiślański (907), polski perłowy łapciasty, polski srebrzysty łapciasty, polski tarczowy wysokolotny (965), pomorski daszkooki (817), praski lotny (913), regensburski lotny (852), roller orientalny (850), rostocki lotny (901), rostowski białopierśny (873), rostowski jednokolorowy, rostowski łabędź, rostowski tygrysowaty, rosyjski tarczowy, rumuński białoogoniasty lotny (855), serbski wysokolotny (886), siedmiogrodzki wywrotek dwuczuby (863), słowacki wysokolotny (932), srebrniak polski (802), sroczka marchijska (902), sroczka polska krótkodzioba (969), sroka krakowska (808), sroka łowicka (802), stargardzki pulsujący (818), staroaustriacki lotny (834), staroholenderski lotny (826), syberyjski (962), szary moskiewski, szczeciński krótkodzioby (912), sztralzundzki (804), szwedzki lotny (881), szymel hamburski (898), timiszoarski srokacz (856), tippler angielski (829), tippler zagłębiowski, warszawski motyl średniodzioby, wiedeński białotarczowy (837), wiedeński krótkodzioby (838), wiedeński lotny (835), wołżański barwnopierśny (874), wstęgowy rżewski (866), wysokolotny budapeszteński (845), wywrotek jaski (862), wywrotek koszycki (931), wywrotek mazurski (968), wywrotek odeski, wywrotek praski średniodzioby, wywrotek rakowicki (885), wywrotek smoleński, wywrotek wschodniopruski (819), zakonniczka niemiecka (897), zamojski, żarowy tulski (865), żuk tulski